# Karl Durst
Karl Friedrich Durst (* 29. September 1892 in Neumarkt in der Oberpfalz; † 3. Januar 1949 in München) war ein deutscher Jurist und Ministerialbeamter.

## Leben
Karl Durst war ein Sohn des Gaswerksdirektors Karl Friedrich Durst (1864–1948) und Josefine, geb. Hetzinger (1865–1950).
Karl Durst besuchte ein Gymnasium und studierte von 1911 bis 1914 Rechtswissenschaften an der Universität Leipzig. Er unterbrach sein Studium und nahm über die gesamte Dauer am Ersten Weltkrieg teil. Nach dem Krieg schloss er sich dem Freikorps Epp an und war in der bayerischen Schützen-Brigade 21.
1919 führte er sein Studium an der Universität Erlangen und München fort und war 1919/20 Referendar in der Justizverwaltung. 1920 promovierte er an der Universität Würzburg mit dem Thema Zeitpunkt des Beginns und des Endes der Zwangsvollstreckung und seine rechtliche Bedeutung bei den einzelnen Vollstreckungsformen.
Sein Assessorexamen für den höheren Justiz- und Verwaltungsdienst legte er 1922 ab und so trat er anschließend in den höheren Justiz- und Verwaltungsdienst ein. Für ein Jahr war er als Regierungsrat Wohnungsbaureferent bei der Kreisregierung Oberbayern. Von Juni 1923 bis April 1928 war er Bezirksamtmann bzw. später Bezirksoberamtmann des Landkreises Tirschenreuth. In dieser Funktion organisierte er für den Landkreis den sozialen Wohnungsbau, was ihm eine bestimmte reichsweite Beachtung einbracht. Anschließend kam er deswegen an das Reichsarbeitsministerium und wurde hier 1929 als Referent für allgemeine Fragen des Wohnungswesens, Geldbeschaffung für den Wohnungsbau Oberregierungsrat. Von dem Leiter der Unterabteilung für Wohnungs- und Siedlungswesen Otto Wölz, der als überfordert galt, übernahm er immer mehr Funktionen und Aufgaben, sodass Durst mit dem Wechsel von Wölz 1931 Leiter der Unterabteilung Wohnungswesen wurde. Ab 1932 war er zugleich Leiter der Unterabteilung Vorstädtische Kleinsiedlung und wurde im gleichen Jahr Ministerialrat. Zum 1. Mai 1933 trat er in die NSDAP (Mitgliedsnummer 2.633.334) und in den neu eingerichteten RDB, 1936 in die NSV ein. Von 1930 bis 1935 und erneut 1939 war er Reichskommissar für die Deutschen Bau- und Bodenbank AG (Berlin) und ebenso für die Deutsche Wohnstätten-Hypothekenbank AG (Berlin). Anschließend kam es aufgrund von Unstimmigkeiten mit der NSDAP-Leitung und der DAF bzgl. der Zuständigkeiten für den Wohn- und Siedlungsbau zu seiner Abberufung aus dem Reichsarbeitsministerium.
Von 1935 bis 1939 war Präsident des Landesarbeitsamtes Bayern. Im Januar 1935 hatte Hitler Durst zum Präsidenten und Wilhelm Dennler zu seinem Stellvertreter ernannt. Vorweggegangen war eine Kampagne, die Dennler als Präsident installieren sollte. Diese war aber aufgrund von Dursts Vergangenheit als Teilnehmer im Ersten Weltkrieg und Freikorps-Mitglied nicht erfolgreich, hielt Dennler aber nicht davon ab, gegen Durst vorzugehen und ihn bei offiziellen Stellen zu diskreditieren. Er regte sogar an, Durst in einer anderweitigen dienstlichen Verwendung einzusetzen. Letztendlich scheiterten auch diese Intrigen.
Es folgten aber auch in dieser Position weitere Konflikte mit der Partei, sodass Durst anschließend als Ministerialdirektor wieder zurück an das Reichsarbeitsministerium kam und hier Hauptabteilungsleiter Wohnungs- und Siedlungswesen und Städtebau wurde. Als 1942 ein Teil seiner Verantwortung vom Reichsarbeitsministerium an den Reichswohnungskommissar Robert Ley überwechselten, wurde Durst Leiter der Hauptabteilung Städtebau und Baupolizei. Diese war damit die einzig, verbliebene Wohnungsabteilung im Reichsarbeitsministerium, welche aber keinerlei reichsrechtliche Bedeutung mehr hatte.
Zu Kriegsende wurde er durch die alliierten Truppen verhaftet und in Hessisch Lichtenau und Berlin-Lichterfelde interniert. Während dieser Zeit war er als Gutachter von Gesetzesentwürfen und Berichten in der britischen Besatzungszone eingesetzt. 1948/49 war er Gutachter bei der Obersten Baubehörde im bayerischen Staatsministerium des Innern.
Im Entnazifizierungsverfahren wurde er 1948 erst als Mitläufer (Kategorie IV), später aber als entlastet (Kategorie V) eingestuft.
Er war Aufsichtsratsmitglied mehrerer gemeinnütziger Wohnungsbaugenossenschaften, wie z. B. 1931 der Deutschen Baurevision Revisions- und Treuhand AG für die Bauwirtschaft Berlin und der Deutschen Bau- und Bodenbank AG. Ab 1933 war er Mitglied des Verwaltungsrates der Preußischen Landespfandbriefanstalt, dessen Vorsitzender er 1939 wurde. 1940 wurde er Mitglied des Verwaltungsrates der Deutschen Landesrentenbank Berlin.
Ab 1921 war er mit der Architektin Lydia Erna Kornege (* 1896) verheiratet.

## Werke (Auswahl)
- Kriegsmaßnahmen auf dem Gebiete der Wohnwirtschaft. Reinhardt, 1928.
- gemeinsam mit Erich Volkmar und Fritz Wohlhaupt: Wohnungsnot und Wohnungsbau in kleinen Gemeinden. Reichsbund der Haus- und Grundbesitzer, 1940.
- Die Wohnungs- und Siedlungspolitik des Reichsarbeitsministeriums im Jahre 1939. In: Siedlung und Wirtschaft, 22, 1940, S. 90+91.